# هانته
هانته (انگلیسی: Hantay)یک کمون در بخش نر در شمال فرانسه است و بخشی از متروپل اروپایی لیل است.